# Dune II
Dune II: The Building of a Dynasty (titulado Dune II: Battle for Arrakis en Europa y Dune: The Battle for Arrakis para la versión norteamericana de Mega Drive) es un juego de estrategia en tiempo real desarrollado por Westwood Studios y publicado por Virgin Games en diciembre de 1992. Está basado en la película de David Lynch de 1984 Dune, una adaptación de la novela de ciencia ficción del mismo nombre escrita por Frank Herbert.
Aunque no es necesariamente el primer juego de estrategia en tiempo real, Dune II estableció las bases de lo que estaba por llegar. Como tal, Dune II es el arquetípico juego de "estrategia en tiempo real". Consiguiendo un equilibrio entre complejidad e innovación, fue un gran éxito y sentó las bases para Command & Conquer, Warcraft, StarCraft, Age of Empires y muchos otros juegos de estrategia en tiempo real que aparecieron más tarde.

## Guion
El emperador Frederick IV de la casa Corrino está desesperado por recolectar la valiosa droga melange (más conocida como "la especia"), encontrada única y exclusivamente en el planeta Arrakis, para pagar todas sus deudas acumuladas por las encarnizadas guerras entre familias. Para conseguir esto, él ofrece el gobierno exclusivo sobre Arrakis a cualquiera de las tres casas (Atreides, Harkonnen, y la Ordos) que le entregue más cantidad de especia. La guerra comienza cuando las naves de las tres casas llegan a Arrakis.
El jugador es un comandante militar de una Casa de su elección. En las primeras misiones los objetivos son establecer con éxito una base en un territorio desocupado de Arrakis, cosechar especias y derrotar a los intrusos. Más tarde, cuando las tres casas dividen Arrakis entre ellas, el jugador tiene que atacar y capturar territorios enemigos. Cuando el jugador domina Arrakis en el mapa mundial, las otras dos facciones enemigas se alian contra su enemigo común. El último enfrentamiento final es la batalla entre la Casa del jugador contra tres bandos enemigos, entre ellos las fuerzas de Frederick IV los Sardaukar (una fuerza de élite no jugable cuya infantería pesada es particularmente poderosa). La introducción, el resumen de la misión y las escenas del final del juego son diferentes para cada casa, de acuerdo con sus muy dispares visiones del mundo. El armamento y las unidades también varían de una casa a otra.

## Mecánica
El jugador asume el papel de comandante de una de las tres casas interplanetarias, la Atreides, la Harkonnen o la Ordos, con el objetivo de arrebatar el control de Arrakis a las otras dos casas. Ordos no aparece en las novelas de Dune y solo se menciona en la Enciclopedia de Dune. La estrategia básica en el juego es cosechar especia de las dunas de arena traicioneras usando un vehículo cosechador, convertir la especia en créditos a través de una refinería y construir unidades militares con estos créditos adquiridos con el fin de defenderse y destruir al enemigo.
El mapa de juego comienza con una niebla de guerra que cubre toda área que esté de la visión de las unidades enemigas. Según las unidades exploran el mapa, la niebla de guerra se retira. A diferencia de juegos posteriores como Warcraft II: Tides of Darkness, la niebla de guerra se retira para siempre, es decir, no vuelve a aparecer una vez que las unidades se han retirado de la zona.
Además de las incursiones enemigas, hay muchos otros peligros en Dune; como los gigantescos gusano de arena que merodean por las dunas, capaces de tragarse vehículos y unidades de infantería enteras, siempre y cuando éstas estén dentro de una zona de arena. Los jugadores solo pueden construir en zonas rocosas, pero debe construir bloques de cemento previamente para evitar el deterioro de los edificios debido a las duras condiciones climáticas de Arrakis, de todas formas las estructuras irán sufriendo lentamente este deterioro independientemente de la presencia de estos bloques de cemento debido a las condiciones ya comentadas. Los campos de especia se diferencian por su característico color naranja, las zonas naranas más oscuras indican una mayor concentración de especia. Alguna especia se puede encontrar como pequeños abultamientos en el terreno, estos abultamientos se convierten en campos de especia cuando se les dispara o cuando una unidad pasa por encima (la unidad es destruida si esto ocurre).
Al jugador se le presenta un mapa de Arrakis antes de cada misión en el que podrá elegir cuál será la siguiente provincia a conquistar. Esto afecta principalmente a la casa enemiga con la que nos vamos a enfrentar en la siguiente misión. Todas las misiones a excepción de las dos primeras requieren la destrucción completa del enemigo. Se deben conquistar nueve territorios, independientemente de la casa, para terminar el juego.
Algunos elementos clave que aparecieron por primera vez en Dune II y más tarde en otros juegos del mismo género:
- Un mapa global en el que elegir la siguiente misión
- Recolectar recursos para construir unidades y edificios
- Construcción de unidades y edificios
- Edificios dependientes de otros edificios (árbol tecnológico)
- Unidades móviles que se pueden convertir en edificios
- Diferentes facciones con unidades especiales
- Un cursor sensible al contexto para realizar acciones (introducido en la versión de Mega Drive)

Completar misiones avanzadas da autorización para usar tecnología mejorada y armamento de última tecnología único para cada Casa, asegurando un juego variado. Por ejemplo, la Casa Harkonnen puede ser capaz de construir sus tanques "Devastator" con armadura y artillería pesada, pero no puede construir el impresionante Atreides "Sonic Tank". Los Ordos tienen acceso al Deviator - un tanque especializado que dispara un gas nervioso que cambia la lealtad de las unidades objetivo a Ordos por un período limitado de tiempo. Las tres Casas también están restringidas en sus capacidades de producción - la Casa Ordos no puede construir triciclos estilo Atreides, en lugar de hacer los más rápidos triciclos "Raider", mientras que la Casa Harkonnen construye quads más pesados pero más caros.
Un jugador puede acceder a las unidades especiales de otras Casas capturando una Fábrica enemiga y fabricando las unidades deseadas en la Fábrica capturada (Fábrica de Vehículos Pesados de la Casa Atreides para "Sonic Tank", Fábrica de Vehículos Ligeros de la Casa Ordos para triciclos de "Raider",  Fábrica de Vehículos Pesados de la Casa Ordos para tanques "Deviator", o Fábrica de Vehículos Pesados de la Casa Harkonnen para tanques "Devastator"). Hay que tener en cuenta que un "Deviator" que no sea propiedad de la Casa Ordos sigue cambiando el control de las unidades objetivo a la Casa Ordos, y no al bando que posee el "Deviator". Al parecer, Westwood era consciente de esta característica, ya que la captura de una fábrica de vehículos pesados Sardaukar permite al jugador construir tanto el "Sonic Tank" como el "Devastator", pero no el "Deviator" de los Ordos.
Los edificios solo pueden ser construidos en zonas rocosas y conectados a otro edificio existente. Para protegerlos del desgaste constante, el jugador debe primero colocar losas de cemento en las áreas de construcción. Los edificios de producción pueden ser actualizados a un costo varias veces, permitiendo la producción de unidades o edificios más avanzados.
El premio final para el comandante es el edificio Palacio de la Casa de donde se pueden desplegar superarmas contra los oponentes en los capítulos finales de cierre del juego. La superarma de la Casa Harkonnen es un poderoso pero inexacto silo de misiles de largo alcance llamado "La Mano de la Muerte", mientras que la Casa Atreides puede recurrir a los guerreros de infantería locales, sobre los que el jugador no tiene control, para atacar objetivos enemigos. La Casa Ordos puede desencadenar un "Saboteador" de rápido movimiento cuyo propósito principal es la destrucción de edificios.
El AI de Dune II fue uno de los primeros utilizados en los juegos de RTS, y aunque mejor que el de Herzog Zwei, tiene varios inconvenientes. Los ejemplos incluyen solo atacar el lado de la base del jugador que está de cara a su propia incapacidad general para realizar maniobras de flanqueo, y no reconstruir defensas. Investigaciones recientes sobre el motor del juego realizadas por los aficionados han revelado que la IA es de hecho capaz de una estrategia más avanzada, pero que una gran parte de estas capacidades no se utiliza debido a errores repetidos y constantes en todos los guiones de misión del juego.

## Desarrollo
De acuerdo al vicepresidente de Virgin Interactive Stephen Clarke-Willson en 1998, el desarrollo de Dune II comenzó cuando Virgin se planteó cancelar el juego de aventura gráfica de Cryo Interactive Dune, después de que le encargasen la tarea de valorar qué es lo que podían hacer con la licencia de Dune. Después de leerse la novela de Dune, él decidió que "desde un punto de vista jugable, lo realmente difícil era batallar por el control de la especia" así que un juego de estrategia basado en recursos podría ser una buena idea. Fue sobre esa época cuando un empleado, Graeme Devine (que más tarde fundaría Trilobyte) mostró a todos un juego de estrategia en tiempo real para la consola Mega Drive llamado Herzog Zwei (1989). Clarke-Willson lo describió como un juego en el que el jugador "no para de hacer click en cosas y hace zoom para moverse a otro sitio. Era muy difícil seguir el ritmo como observador. Aun así, a todo el mundo le encantó, tenía un ritmo frenético y era un juego de estrategia". Entonces fue cuando varios empleados de Virgin, incluyendo a Clarke-Willson y Seth Mendelsohn (que más tarde trabajó en la saga Ultima), fueron a Westwood Studios para hablar sobre la posibilidad de hacer un juego sobre Dune. De acuerdo a Clarke-Willson, "Westwood estuvo de acuerdo en hacer un juego de estrategia basado en recursos sobre Dune, y estuvieron de acuerdo en echar un vistazo a Herzog Zwei para recopilar ideas de diseño". Más tarde se decidió que el juego de Cryo no iba a ser cancelado y de esta manera fue como el juego de Westwood terminó llamándose Dune II.
El cofundador de Westwood Studios y productor de Dune II Brett Sperry dijo en 2008 que la conceptualización del juego comenzó cuando el presidente de Virgin Martin Alper se acercó a él con la oferta de usar la licencia de Dune para hacer un juego, con la idea de que el juego de Cryo Dune iba a ser cancelado. En términos de diseño de juego, Sperry afirmó, "La inspiración para Dune II vino en parte de Populous, y en parte de mi anterior juego Eye Of The Beholder y que quizá la parte final y más importante surgió de una discusión con Chuck Kroegel, entonces vicepresidente de Strategic Simulations Inc ... Mi principal argumento en la discusión con Chuck era que los wargame apestaban por una falta de innovación y un mal diseño. Chuck sentía que el género de los wargame estaba de capa caída, en una lenta desaparición, debido en parte porque los jugadores estaban yéndose a otros géneros más excitantes ... Yo sentía que el género tenía mucho potencial – apenas se había rascado la superficie de lo que se podía hacer [sic], especialmente desde un punto de vista de diseño. Así que lo tomé como un reto personal y busqué una fórmula que incluyese dinámicas interesantes y rápidas pero mantuviese el espíritu de un wargame." Él también afirmó "que mientras que Herzog Zwei era muy divertido," la "otra inspiración para Dune II fue la interfaz de usuario de Mac," refiriéndose al "diseño/dinámicas de interfaz de clicar y seleccionar elementos del escritorio con un ratón" lo que le llevó a pensar, "¿Por qué no permitir esto mismo dentro del juego? ¿Por qué no un campo sensible al contexto? Al diablo con todas estas teclas de acceso rápido, al diablo con el teclado como el medio principal de manipular el juego!" Durante la producción, descubrió que Cryo se apresuró a terminar su juego primero, lo que llevó a Virgin a publicar su juego como "Dune" y el juego de Westwood como "Dune II", a pesar de que Sperry protestó contra esta decisión. Louis Castle dijo en 1998 que la influencia del juego en el género estrategia en tiempo real no estaba planeada, y que el objetivo del equipo era simplemente "incluir toda la emoción e intensidad de un juego de guerra, pero con un juego lleno de acción"."
Otras influencias citadas por Joseph Bostic (también conocido como Joe Bostic), el codiseñador y programador principal, y Mike Legg, uno de los programadores del juego, incluyen los juegos estrategia por turnos] Military Madness]. (1989) y "Civilización (videojuego)". (1991), junto con "Herzog Zwei". Según Bostic, una "ventaja sobre'Herzog Zwei es que teníamos la ventaja de un ratón y un teclado. Esto facilitó enormemente el control preciso del jugador, lo que le permitió dar órdenes a unidades individuales. El ratón, y el control directo que permitía, era fundamental para hacer posible el género RTS."

## Publicación
Originalmente lanzado para DOS en 1992, Dune II fue uno de los primeros juegos de PC en soportar el recientemente introducido estándar General MIDI. El audio del juego se programó con el middleware Miles audio library que manejaba la conversión dinámica de la partitura MIDI del juego, originalmente compuesta en el Roland MT-32, a la tarjeta de sonido seleccionada. En la versión inicial, la utilidad de configuración del juego carecía de los medios para soportar dispositivos de salida separados para la partitura musical y los efectos de voz y sonido. Esta limitación era frustrante para los propietarios de sintetizadores MIDI de alta calidad (como el Roland Sound Canvas), ya que los usuarios no podían jugar con efectos de sonido digitales (de los que carecían los sintetizadores MIDI) y partituras MIDI de alta calidad. Más tarde, Westwood publicó una utilidad de configuración revisada para permitir a los usuarios seleccionar una tarjeta de sonido diferente para cada tipo de audio del juego: voz digital, música y efectos de sonido.
En 1993, fue portado a Amiga y Mega Drive. El port en disquetes para Amiga es casi idéntico en interfaz y juego a la versión para PC, aunque con gráficos menos detallados y frecuentes cambios de disco (el juego venía en cinco discos). Los juegos guardados se almacenan en un disco con un formato especial y el juego también se puede instalar en el disco duro. En la versión Amiga el reproductor está limitado a 32 unidades, pero existen parches para permitir que la versión DOS tenga 255 unidades creadas y administradas.
Dos años más tarde, también fue llevado a los ordenadores Archimedes y Risc PC de la gama de ordenadores RISC OS.
La versión de Mega Drive tiene unos gráficos de construcción y de unidad bastante diferentes, una interfaz de usuario sin menús a pantalla completa adecuada para el control del gamepad, y ningún soporte para guardar el juego, confiando en los códigos de acceso para acceder a cada nivel. Otras adiciones incluyen una opción de prueba de música y un tutorial que reemplaza la pantalla mentat. Varias ideas de esta versión, incluyendo el listado de pistas de música y el reemplazo de los botones de comando de la barra lateral por un cursor sensible al contexto, fueron usadas en el siguiente juego de estrategia de Westwood, Command & Conquer.
En el 2013 se sacó una versión para Android. También en 2013, un fan sacó una versión del juego para la consola Pandora.

## Recibimiento
De acuerdo con Westwood Studios, Dune II fue un éxito de ventas, con ventas superiores a 250,000 unidades vendidas en torno a noviembre de 1996.
Computer Gaming World en 1993 dijo de la versión de PC de Dune II "mejora con creces a su predecesor en términos de juego... una auténtica joya" y "sin lugar a dudas uno de los mejores gráficos y sonido para un juego de estrategia". En febrero de 1994 una encuesta sobre juegos de guerra del espacio le dio una nota de B+, diciendo que sin juego en línea, una vez terminada la campaña con cada una de las casas era muy poco rejugable, pero en mayo de 1994 en otra encuesta de juegos de estrategia de ciencia ficción le dio una puntuación de 5 sobre 5, describiéndolo como "el juego de estrategia por excelencia; con increíbles gráficos y sonido lo convierten en una auténtica maravilla a la que jugar". La revista esperó que  Command & Conquer fuera su secuela. Electronic Games gave the game a 92% score.
Cuando la versión Amiga de Dune II fue lanzada en 1993, fue recibida con críticas positivas. La revista'CU Amiga calificó el juego con un 85%, elogiando la suavidad del juego y los controles. Dune II recibió el premio a juego del mes por la Amiga User International cuando fue analizado en septiembre de 1993.
La versión de Mega Drive fue apodada "uno de los mejores juegos de estrategia bélica para Mega Drive", elogiando los controles, el habla, la música y el juego divertido. Electronic Gaming Monthly puntuó la versión de Mega Drive con un 8 sobre 10, comentando que la jugabilidad no era solo adictiva, sino que además era fácil de jugar, lo que según ellos era realmente inusual para un juego de estrategia.
En 1993 Computer Gaming World nombradoDune II Juego de Estrategia del Año. El juego apareció en la decimoprimera posición en la revista Amiga Power de 1996. En 1996, Computer Gaming World declaró que Dune 2 el 70.º mejor juego en ser lanzado nunca. En 2004, este "legendario" juego entró en el salón de la fama de GameSpy. En Polonia, fue incluido en las listas de los mejores juegos retro por las revistas Wirtualna Polska (octava posición)  y CHIP (cuarta posición). En 2012, Time lo nombró uno de los 100 mejores juegos de todos los tiempos. En 1994, PC Gamer US nombró a Dune II el 49.º mejor juego jamás creado. Ese mismo año, PC Gamer UK lo nombró el 21º juego jamás creado, nombrándolo "un wargame para la gente a la que no le gustan los wargames."

## Legado
Dune II fue uno de los juegos más influyentes de la serie "Command & Conquer" de estrategia en tiempo real género de videojuegos, particularmente en Westwood. Aunque no todas las características eran únicas, su combinación específica de un niebla de guerra, la microgestión militar basada en el ratón, y un modelo económico de recolección de recursos y construcción de bases se convirtieron en el sello distintivo del género RTS. Sirvió como plantilla para los siguientes juegos de estrategia en tiempo real. Chris Taylor ha afirmado que "Dune II" y "Command & Conquer" fueron grandes inspiraciones, lo que le llevó a dejar Electronic Arts para crear Total Annihilation".
Dune II también condujo a secuelas directas: Westwood lanzó un semi-remake para Windows en 1998 como Dune 2000, junto con un PlayStation port en el mismo año. Westwood publicó posteriormente 'Emperor: Battle for Dune en 2001. También hay un montón de recreaciones del motor, como DuneLegacy, que tiene como objetivo mejorar la usabilidad y los controles sin cambiar el juego.